# Пущенка
Пущенка — (біл. вёска Пушченка), село (веска) в складі Логойського району розташоване в Мінській області Білорусі, підпорядковане Жовтневій сільській раді.
Село Пущенка розташоване в центральних районах Білорусі, в північній частині Мінської області - орієнтовне розташування [Архівовано 17 травня 2020 у Wayback Machine.].